# Grupa warowna Bouda

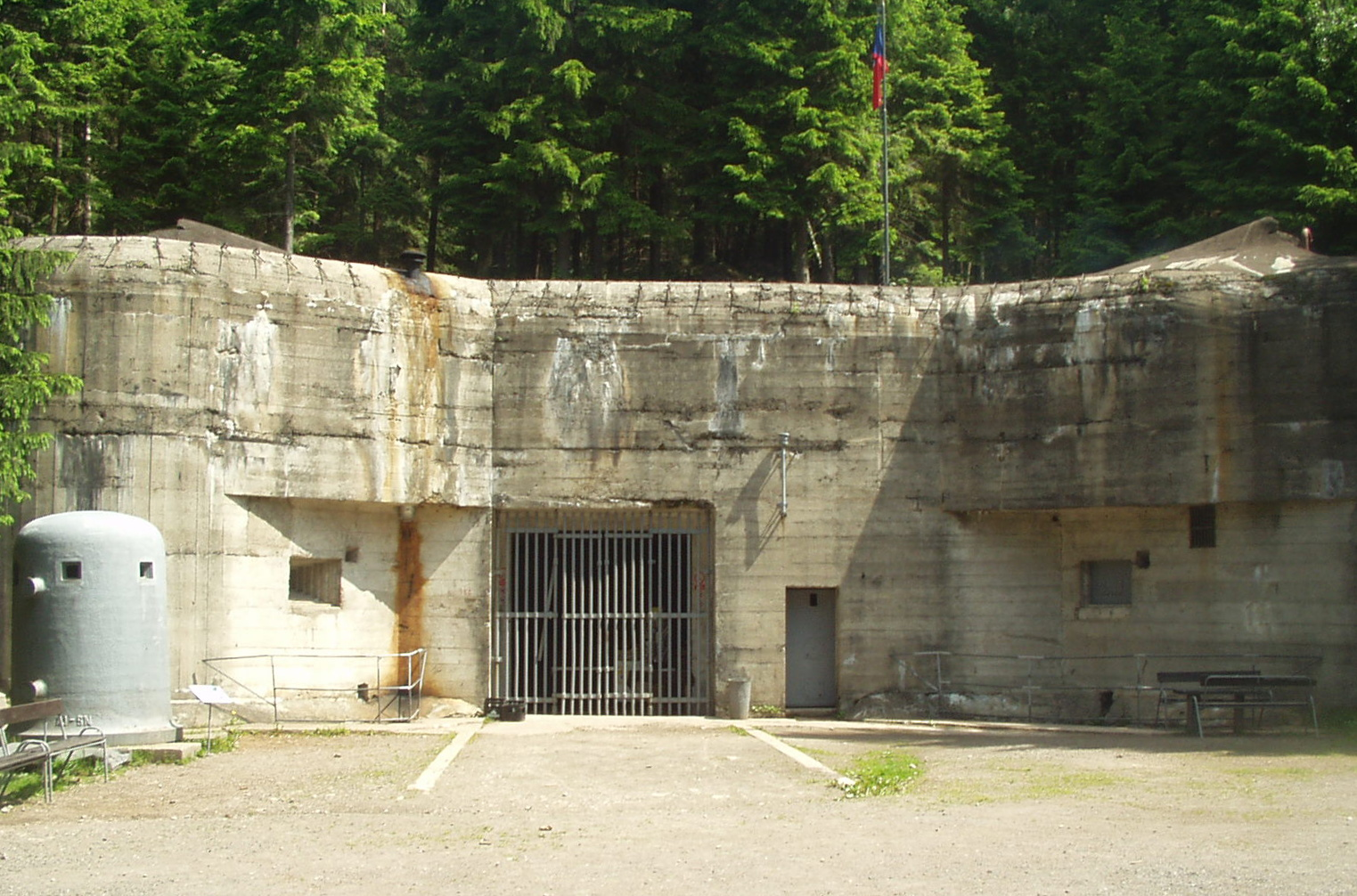
Obiekt wejściowy K-S 22a „Krok“

Grupa Warowna Bouda (Dělostřelecká tvrz Bouda) – część czechosłowackich fortyfikacji chroniąca Przełęcz Międzyleską. 
Grupa warowna Bouda położona jest na wschodnim (północno-wschodnim) krańcu Gór Orlickich.
Budowana była w latach 1936-1938. Była to najmniejsza z wybudowanych w Czechosłowacji grup warownych. W jej skład wchodziło 5 schronów bojowych połączonych podziemnym korytarzem, podziemny magazyn i koszary. Łączna długość sal i korytarzy wynosiła ok. 2 km. Załoga składała się z 316 żołnierzy.
Obiekty bojowe wchodzące w skład grupy warownej:
- K-S 21 "Kazi" – schron piechoty,
- K-S 22 "Horymír" – wieża artyleryjska. Miał być wyposażony w obrotową wieżę artyleryjską uzbrojoną w 2 haubice 100 mm. Wieża nie została zainstalowana do października 1938 r. Jest to jedyny w Czechach zachowany obiekt tego typu,
- K-S 22a "Krok" – schron wejściowy. Jest to jedyny w Czechach zachowany obiekt wejściowy,
- K-S 23 "Teta" – schron piechoty,
- K-S 24 "Libuše" – schron piechoty.

W roku 1995 Grupę Warowną Bouda ogłoszono pomnikiem kultury narodowej. Znajduje się w okolicy szlaku turystycznego-ścieżki dydaktycznej tzw. betonowej granicy. Aktualnie znajduje się tam muzeum – można ją zwiedzać z przewodnikiem. Zwiedzanie trwa około jednej godziny. W podziemiach panuje stała temperatura ok. 5 stopni Celsjusza.